# شهرستان سویشر (تگزاس)

موقعیت شهرستان در ایالت تگزاس

سویشر یکی از شهرستان‌های ایالت تگزاس می‌باشد.
این شهرستان در شمال‌غربی این ایالت است.
جمعیت این شهرستان در سال ۲۰۱۰ میلادی معادل ۷۸۵۴ نفر بود.